# رقیه دانشگری
رقیه دانشگری سیاستمدار کمونیست ایرانی است که در دوره جوانی در سازمان چریک‌های فدایی خلق ایران فعالیت می‌کرد.

## حرفه
دانشگری یک چریک بود که علیه حکومت پهلوی به مبارزه می‌پرداخت؛ که سرانجام در یک خانه امن دستگیر شد. طبق خاطرات احمد احمد، مأموران ساواک به او گفته‌اند که هنگامی که دانشگری را دستگیر کردند، او در برابر شکنجه‌ها مقاومت کرد و هنگام بازجویی صحبت نکرد. وی پس از انقلاب ۱۳۵۷، از زندان آزاد شد. او برای مجلس خبرگان قانون اساسی برای حوزه قانون اساسی کاندیدا شد و ۱۱۵٬۳۳۴ رأی به دست آورد. گرچه دانشگری بیشترین رای را برای نامزد چپ داشت، اما انتخاب نشد.
در سال ۱۳۵۸، وی به همراه مصطفی مدنی سعی در اقناع سازمان فدائیان (اقلیت) برای جلوگیری از انشعاب داشت، که نتیجه‌ای نداشت. پس از شکاف، دانشگری عضو کمیته مرکزی در جناح اکثریت بود.

## عقاید
هایده مغیثی بیان کرد که سخنرانی‌های دانشگری در طی مبارزات انتخاباتی سال ۱۹۷۹ نشان دهنده «کمبود» در درک مسائل جنسیتی در ایران معاصر است، زیرا وی از قانون اساسی جمهوری اسلامی ایران به‌دلیل تأکید بر مادری و نقش آنها در تولید مثل انتقاد نمی‌کرد بلکه از کلیشه‌های جنسیتی آن انتقاد می‌کرد.